# Михайлов, Иван Михайлович
Иван Михайлович Михайлов (14 октября 1911, дер. Большие Монастыри, Псковская губерния — 4 июля 1994, дер. Тягуще, Псковская область) — сапёр 1067-го стрелкового полка красноармеец — на момент представления к награждению орденом Славы 1-й степени.

## Биография
Родился 14 октября 1911 года в деревне Большие Монастыри (ныне Дедовичского района Псковской области). Окончил начальную школу. Работал бригадиром тракторной бригады в колхозе.
В начале войны вынужден был остаться на оккупированной территории. С октября 1943 года воевал бойцом 13-й Ленинградской партизанской бригады. После соединения с регулярными частями Красной Армии в марте 1944 года был зачислен сапёром 1067-го стрелкового полка 311-й стрелковой дивизии. В составе этой дивизии сражался на Ленинградском, 1-й, 2-м и 3-м Прибалтийских и 1-м Белорусском фронтах.
За участие в прорыве обороны противника в районе населённого пункта Стремутка на Псковщине и проявленную при этом личную отвагу награждён медалью «За боевые заслуги». В сентябре 1944 года награждён медалью «За отвагу»: отличился в боях за освобождение литовского города Шяуляй.
20-24 сентября 1944 годы в районе населённого пункта Дуяс красноармеец Михайлов вместе с бойцами под огнём противника изготовил 40 плотов, 3 лодки и доставил их к месту форсирования реки Западная Двина. Участвовал в форсировании водной преграды и удержании плацдарма на западном берегу.
Приказом от 3 октября 1944 года красноармеец Михайлов Иван Михайлович награждён орденом Славы 3-й степени
28 января 1945 года восточнее города Шнайдемюль сапёр Михайлов, находясь впереди стрелковых подразделений и обеспечивая их беспрепятственное продвижение, своевременно делал проходы в проволочных заграждениях. Участвовал в отражении 7 контратак противника, уничтожил 5 вражеских солдат. В ходе операции был ранен и получил контузию. После госпиталя вернулся в свой полк.
Приказом от 21 марта 1945 года красноармеец Михайлов Иван Михайлович награждён орденом Славы 2-й степени
26 апреля 1945 года Михайлов в составе разведывательной группы проник в тыл врага, переправился через канал Гогенцоллерн и добыл ценные сведения о противнике.
Указом Президиума Верховного Совета СССР от 15 мая 1946 года за образцовое выполнение заданий командования в боях с захватчиками на завершающем этапе Великой Отечественной войны красноармеец Михайлов Иван Михайлович награждён орденом Славы 1-й степени. Стал полным кавалером ордена Славы.
В 1945 году был демобилизован. Вернулся на родину. Трудился в совхозе «Дедовичский». Член КПСС с 1961 года. Жил в деревне Тягуще Псковской области.
Скончался 4 июля 1994 года. Похоронен на кладбище деревни Мишино Дедовичского района Псковской области.
Награждён орденами Отечественной войны 1-й степени, Славы 3-х степеней, медалями, в том числе «За отвагу».